# Here She Comes
«Here She Comes» (с англ. — «И вновь она») — песня, записанная валлийской певицей Бонни Тайлер для саундтрека к фильму «Метрополис» 1984 года. Она была выпущена в качестве сингла 1984 году на лейбле CBS Records. Песня была написана Джорджо Мородером и Питом Белотте. Тайлер перезаписала песню в 2004 году для альбома Simply Believe.
Песня стала популярной в Австрии, достигнув десятой строчки в сингловом чарте. На 27-й премии «Грэмми» «Here She Comes» была номинирована в категории «Лучшее женское вокальное рок-исполнение», это была третья и последняя номинация на данную премию в карьере певицы.
В 1985 году было выпущено музыкальное видео на песню, снятое в Лондоне.

## Чарты
| Чарт (1984)                         | Пиковая позиция |
| ----------------------------------- | --------------- |
| Австрия (Ö3 Austria Top 40 Airplay) | 10              |
| Австрия (Ö3 Austria Top 40)         | 13              |
| Европа (European Hot 100 Singles)   | 51              |
| Франция (SNEP)                      | 32              |
| Германия (GfK Entertainment Charts) | 43              |
| Великобритания (OCC UK Singles)     | 98              |
| США (Billboard Hot 100)             | 76              |
| США (Cashbox)                       | 81              |